# Ceromitia albosparsa
Ceromitia albosparsa är en fjärilsart som beskrevs av Antonius Johannes Theodorus Janse 1945. Ceromitia albosparsa ingår i släktet Ceromitia och familjen antennmalar. Inga underarter finns listade i Catalogue of Life.